# Фернандо Рапалини
Фернандо Андрес Рапалини (рођен 28. априла 1978.) је аргентински фудбалски судија који суди у Првој лиги Аргентине у фудбалу. Он је судија ФИФА од 2014. 

## Судијска каријера
Године 2011. Рапалини је почео да суди у Првој лиги Аргентине у фудбалу. Његов први меч као судија одиграо је 19. јуна 2011. између Годоја Круза и Ол Бојса. Године 2014. стављен је на списак ФИФА судија. Своју прву сениорску међународну утакмицу водио је 5. јуна 2015. између Чилеа и Салвадор . 
Рапалини је суделовао у бројним финалима у Аргентини, укључујући Суперкуп Аргентине 2013., Финале Купа Аргентине 2017., Суперкуп Аргентине 2018. и Трофеј шампиона аргентинске Супер лиге 2019. Одабрао га је ЦОНМЕБОЛ као четвртог судије у реванш мечу Рецопа Судамерицана 2015. између аргентинских клубова Сан Лоренцо и Ривер Плате, и судио је реванш меч Куп победника купова Јужне Америке 2020. између бразилског клуба Фламенго . и еквадорски клуб Индепендиенте дел Валле. Такође је радио као један од помоћних видео помоћних судија за финале Купа Либертадорес 2020. између бразилских клубова Палмеирас и Сантос . 
Рапалини је изабран као званичник утакмице за У-17 првенство Јужне Америке 2015. у Парагвају,  као и за У-17 првенство Јужне Америке 2017. и Првенство Јужне Америке за У-20 2019., оба у Чилеу. У марту 2019. изабран је за судију и за ФИФА Светско првенство до 20 година 2019. у Пољској и за Куп Америке 2019. у Бразилу. 
У оквиру програма размене судија између ЦОНМЕБОЛ-а и УЕФА, Рапалини је 21. априла 2021. изабран за судију за УЕФА Еуро 2020, које ће се одржати широм Европе у јуну и јулу 2021. Ово је био први пут да је јужноамерички судија је изабран да суди на Европском првенству УЕФА. У групној фази био је судија на утакмици Украјина - Северна Македонија (17. јуна 2021.) у Националној арени у Букурешту и на утакмици Хрватска - Шкотска (22. јуна 2021.) у Глазгову Хемпден Парк, као и утакмица 1/16 Француска-Швајцарска (28. јуна 2021.) у Националној арени у Букурешту .